# Eximiae devotionis
La bula menor Eximiae devotionis fue otorgada por el papa Alejandro VI en 1493 en favor de Fernando e Isabel, reyes de Castilla y Aragón. 
La bula lleva fecha de 4 de mayo de 1493 pero se cree que realmente fue redactada más tarde, en el mes de julio. Su texto coincide en gran parte con el del breve Inter caetera del 3 de mayo de 1493, que es probablemente anterior a ella. De forma similar al breve, la Eximiae devotionis otorga a "los reyes de Castilla y León" el dominio sobre "cada una de las tierras  firmes e islas lejanas y desconocidas hacia las partes occidentales y existentes en mar Océano, descubiertas por vosotros o vuestros enviados (...) o que se descubran en adelante, que bajo el actual dominio temporal de otros señores cristianos no estuviesen constituidas". Asimismo, el Papa afirma que los Reyes Católicos disfrutarán en sus nuevos territorios de los mismos privilegios otorgados a los reyes de Portugal "en las partes de África, Guinea y la Mina de Oro" en bulas de papas anteriores.
Al igual que el breve Inter caetera, la Eximiae devotionis no menciona ninguna línea de demarcación para limitar las nuevas posesiones castellanas. Sin embargo, dicha línea sí aparece en la bula menor Inter caetera fechada a 4 de mayo y que se supone fue redactada en junio de 1493 y por tanto antes que la Eximiae devotionis. Es sorprendente que la importante decisión sobre la línea de demarcación se plasmase en una bula en junio y luego fuese olvidada en otra un mes más tarde. La explicación podría ser que las dos bulas menores (la Eximiae devotionis y la Inter caetera del 4 de mayo) habrían sido escritas con la idea de formar un conjunto destinado a reemplazar al breve del 3 de mayo.
El manuscrito original de la bula promulgada se ha perdido pero existe una copia de 1515 en el Archivo de Indias de Sevilla.